# Lomy (Budišovice)
Lomy jsou osada a ulice, v místě bývalých lomů a bývalé továrny na zpracování jemně zrnité břidlice. Nacházejí se nad potokem Studnice v obci Budišovice v okrese Opava ve Vítkovské vrchovině v Moravskoslezském kraji.

## Historie
Podle tradice měl kolem roku 1830 místní rolník Depta kamenitý les nevhodný pro produkci dřeva, kde však objevil kvalitní štípatelnou břidlici, která se začala používat ke stavbám, krytinám a dláždění v okolí. Následně opavský kameník Habl pozemek koupil a začal zde podnikat.
S počtem zakázek rostla potřeba dalších zaměstnanců mezi kterými se objevil také Jan Wondruška z městysu Nehvizdy u Prahy, který se v Budišovicích také usadil. Jan Wondruška výrazně přispěl k rozvoji místní továrny a v 60. letech 19. století se stal majitelem lomů a továrny. Kvalitní kulmská břidlice, jako nehořlavý a nevodivý materiál, se tehdy stala základem pro rozvoj elektrotechniky. Pro továrnu, která získala jméno „Vysoká Františka“ (pojmenováno po Wondruškově manželce) a lom, který nese jméno „Wondruškův lom“, nastalo období silné konjunktury spojené s přechodem od ruční práce na mechanizaci. Továrna měla také vlastní malou parní elektrárnu především pro obráběcí stroje. Noví zákazníci pocházeli z Ameriky, Ruského impéria, Francie, Velké Británie, Německa aj. (např. společnosti Edison, Brown-Boveri, Siemens, ČKD, Škoda, Křižíkovy závody aj.). V Háji ve Slezsku, kde bylo nádraží, byla umístěna správní a obchodní agenda a Jan Wondruška se zde také usadil.
Po smrti Wondrušky v roce 1907 měla továrna tři majitele a toto období je charakterizováno sestupným trendem ve výrobě, který byl způsoben klesajícím zájmem o břidlici. V posledním období bylo zaměření převážně na galanterii (knoflíky aj.) a břidlicový prášek (používaný jako plnivo v dalších materiálech) a dekorativní předměty. Po roce 1938 ztratila továrna mnoho zahraničních odběratelů a v roce 1940 vyhořela.
Hospodářská činnost v Lomech měla ve své době stěžejní význam pro rozvoj hospodářského i společenského života Budišovic a jejich okolí. Nesporné jsou zásluhy Jana Wondrušky o výstavbu silnic, kanalizace, chodníků aj.

V současnosti[kdy?] je na místě obytná zóna a chatoviště. Z továrny zůstala jen správní budova a trafostanice. Wondruškův lom, který je také paleontologickým nalezištěm, je uzavřen a pod lomem je výrazná halda břidlice.

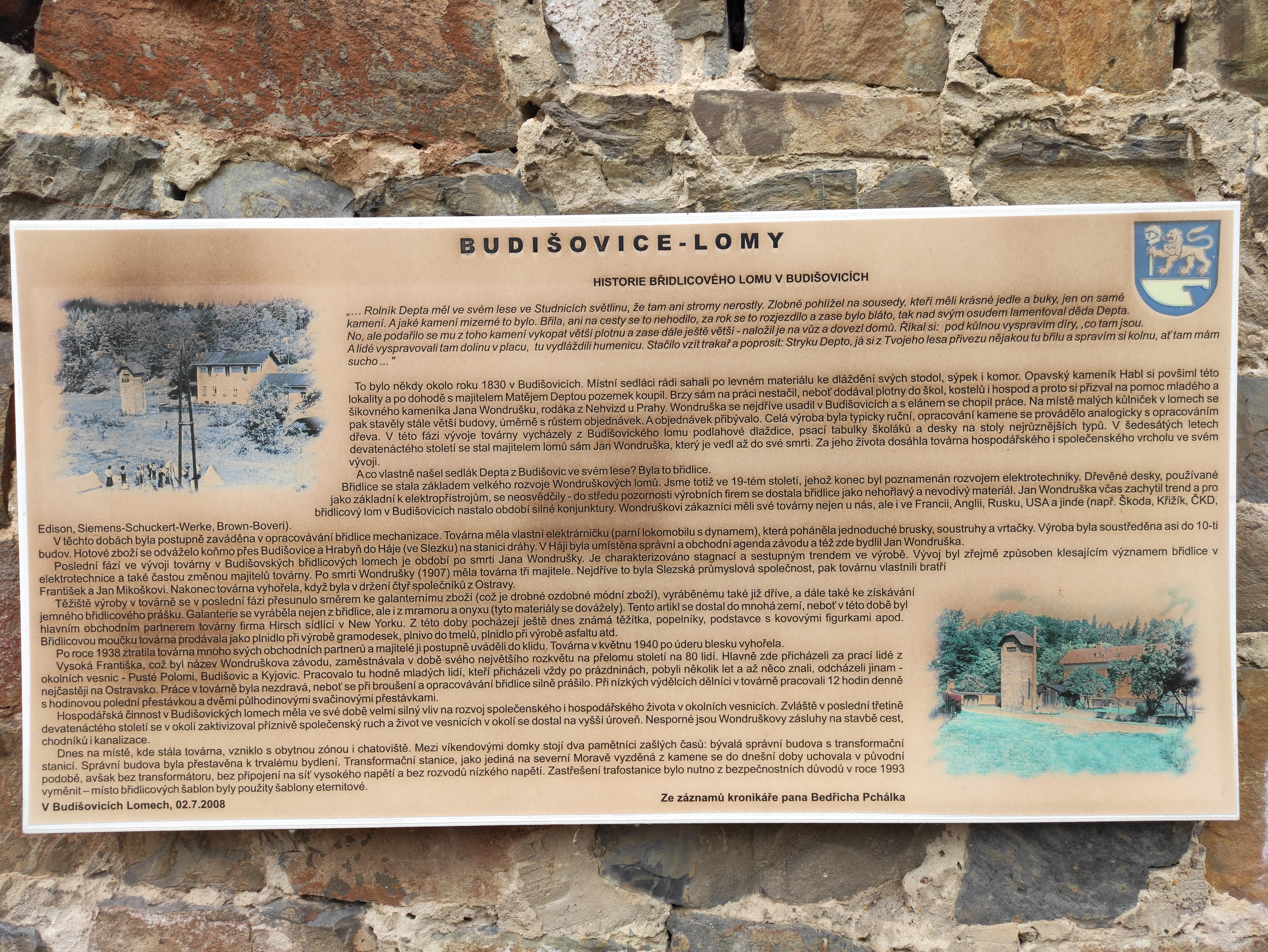
Informační tabule na místě
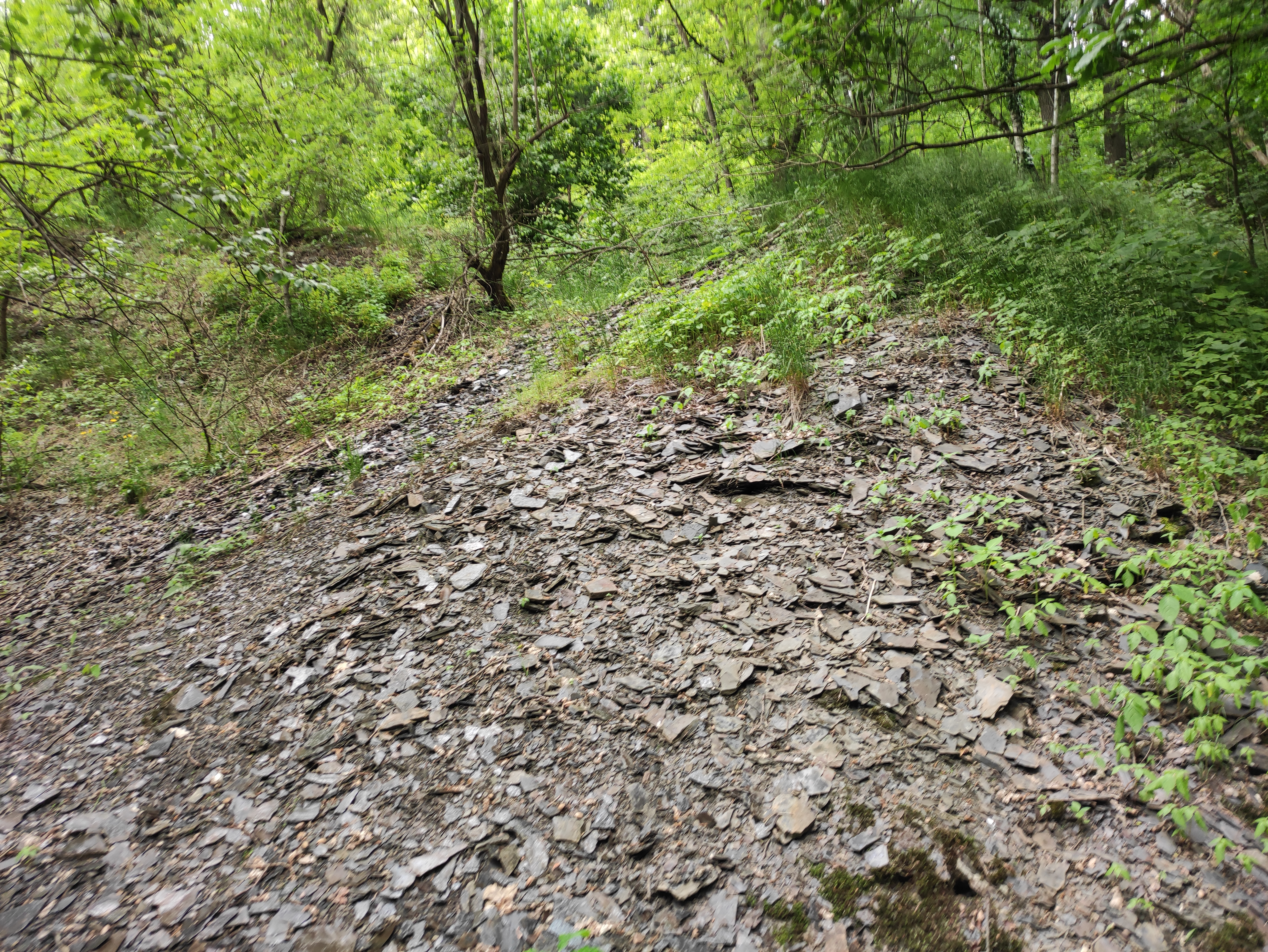
Halda břidlice

## Další informace
Existuje soukromá sbírka pana Bedřicha Pchálka z Budišovic, který shromažďoval informace a výrobky související s Lomy v Budišovicích. Budišovické břidlici je v současnosti věnována rovněž část expozice Muzea břidlice v Budišově nad Budišovkou.
Místo je přístupné z odbočky ze silnice z Budišovic do Pusté Polomi nebo po lesní cestě kolem potoka Studnice z Budišovic od ulice Myšinec.